# Escadre aérienne d'appui aux opérations
L'escadre aérienne d'appui aux opérations (EAAO) est une escadre de l’armée de l’air et de l'espace française. Issue du groupement aérien d'appui aux opérations 10.513, l'EAAO 00.513 est créée sur la base aérienne 106 de Mérignac le 24 novembre 2021.

## Historique
L'escadre est l’héritière des traditions des unités mobiles de monteurs de hangars, créées dans les années 40 et devenues escadrons régionaux de monteurs de hangars (ERMH) dans les années 50, et de la compagnie d’installation des bases (CIB), stationnée sur la base aérienne 149 Alger Maison Blanche en Algérie dans les années 60, puis des compagnies régionales d’infrastructures (CRI) créées à partir de 1968 :
- de 1968 à 1994 : 4 CRI (Aix-en-Provence (1968), Metz (1969), Chartres (1970) et Bordeaux (1971)) ;

- en 1994 : passage à 3 CRI (Metz, Bordeaux et Aix-en-Provence) ;

- en 2000 : passage à 2 CRI (Metz et Bordeaux).

En 2005, les CRI de Metz et Bordeaux deviennent respectivement les compagnies d’infrastructure en opérations (CIO) 11.513 et 13.513.
En 2011, les deux CIO fusionnent pour créer le groupement aérien d'appui aux opérations (GAAO) 10.513.
En 2021, le GAAO est renommé escadre aérienne d'appui aux opérations (EAAO) 00.513.

## Mission
La mission de l'escadre consiste à appuyer le déploiement des forces aériennes en mettant en place, en tous temps, en tous lieux et sous toute forme de menace, les installations constitutives d’une base aérienne projetée.
Ces installations peuvent être des structures de stationnement et de maintenance pour aéronefs, des éléments de protection défense (postes de combat, miradors, clôtures, fils barbelés, etc.), des unités de production et de distribution d’énergie électrique et d’eau potable (avec une capacité de forage), des unités de traitement des eaux usées, des structures modulaires pour l’accueil de bureaux, de logements, etc.
Le savoir-faire des aviateurs-bâtisseurs qui constituent l'EAAO lui confère la capacité d’accomplir ses missions dans un contexte parfois hostile.
L'intervention en amont de l’arrivée de la force aérienne, aussi appelée « l’entrée en premier », constitue une compétence forte.
Au quotidien, l'escadre se prépare et s’entraine pour maintenir sa condition opérationnelle au travers de la réalisation d’un plan d’entrainement.
Ce programme vise à développer et à maintenir les savoir-faire du combattant, ceux relatifs à l’infrastructure en opération ainsi que les compétences techniques du bâtiment.
L'EAAO constitue l'une des quatre unités d’appui au déploiement (UAD) des forces aériennes relevant du commandement des forces aériennes avec :
-  le groupement aérien des installations aéronautiques (GAIA), 
-   l'escadre aérienne de commandement et de conduite projetable (EAC2P),
-   le 25e régiment du génie de l'air.
Ces quatre unités traduisent la capacité expéditionnaire de l’armée de l’air et de l'espace.

## Unités constituantes
L'EAAO est composée de plus de 330 militaires, majoritairement des spécialistes des domaines de l’infrastructure et de l'électrotechnique.
Depuis sa création, l'escadre est constituée d’une portion centrale, de trois escadrons opérationnels, à savoir les escadrons d'infrastructure en opérations (EIO), ainsi que d'un escadron destiné à la formation de son personnel.
- Escadre aérienne d'appui aux opérations 00.513
- Escadron d'infrastructure en opérations 11.513
- Escadron d'infrastructure en opérations 13.513
- Escadron d'infrastructure en opérations 15.513
- Escadron d'instruction au déploiement 17.513

## Insignes et définitions héraldiques

### Escadre aérienne d'appui aux opérations 00.513
- N° d’homologation : A1402
- Définition héraldique 00.513 : « Globe terrestre aux continents d’aurore à un phénix éployé d’or à la tête contournée, brochant et éclairé de deux faisceaux lumineux issant des pointes dextre et senestre, le globe côtoyé et sommé d’une structure, un vol dépassé d’argent brochant en pointe. ».

### Escadron d'infrastructure en opérations 11.513
- N° d’homologation : A1403
- Définition héraldique 11.513 : « Globe terrestre aux continents d’azur à un phénix éployé d’or à la tête contournée, brochant et éclairé de deux faisceaux lumineux issant des pointes dextre et senestre, le globe côtoyé et sommé d’une structure, un vol dépassé d’argent brochant en pointe. ».

### Escadron d'infrastructure en opérations 13.513
- N° d’homologation : A1404
- Définition héraldique 13.513 : « Globe terrestre aux continents de gueules à un phénix éployé d’or à la tête contournée, brochant et éclairé de deux faisceaux lumineux issant des pointes dextre et senestre, le globe côtoyé et sommé d’une structure, un vol dépassé d’argent brochant en pointe. ».

### Escadron d'infrastructure en opérations 15.513
- N° d’homologation : A1405
- Définition héraldique 15.513 : « Globe terrestre aux continents de sinople à un phénix éployé d’or à la tête contournée, brochant et éclairé de deux faisceaux lumineux issant des pointes dextre et senestre, le globe côtoyé et sommé d’une structure, un vol dépassé d’argent brochant en pointe. ».

### Escadron d'instruction au déploiement 17.513
- N° d’homologation : A1542
- Définition héraldique 17.513 : « Globe terrestre aux océans d'azur et aux continents de pourpre à un phénix éployé d’or à la tête contournée, brochant et éclairé de deux faisceaux lumineux issant des pointes dextre et senestre, le globe côtoyé et sommé d’une structure, un vol dépassé d’argent brochant en pointe. ».

### Symbolisme des insignes
Les insignes comprennent les éléments symboliques suivants :
- un globe terrestre, symbolisant la capacité de déploiement en tous lieux de l'escadre ;
- un phénix, évoquant les aéronefs déployés de l’armée de l’air, mais aussi la renaissance des unités dont l'escadre et ses escadrons sont les héritiers ;
- deux faisceaux de lumière et une structure de protection, montrant les savoir-faire de l'escadre ;
- des ailes, rappelant l’appartenance à l’armée de l’air et de l'espace.

### Insignes

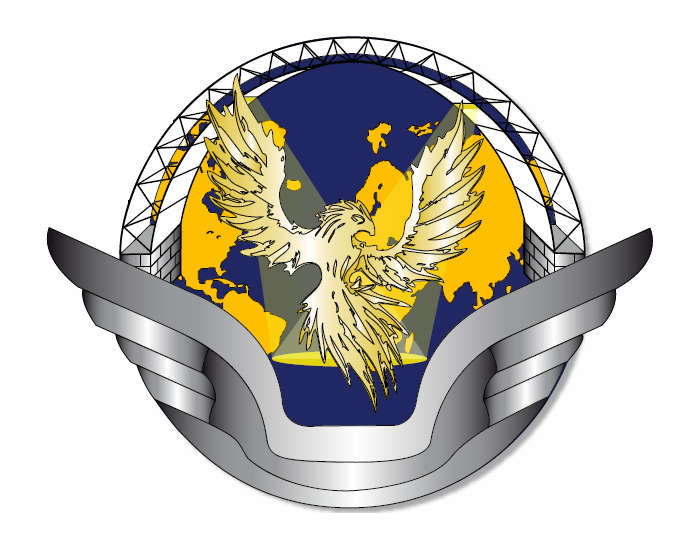
Insigne de l'EAAO 00.513
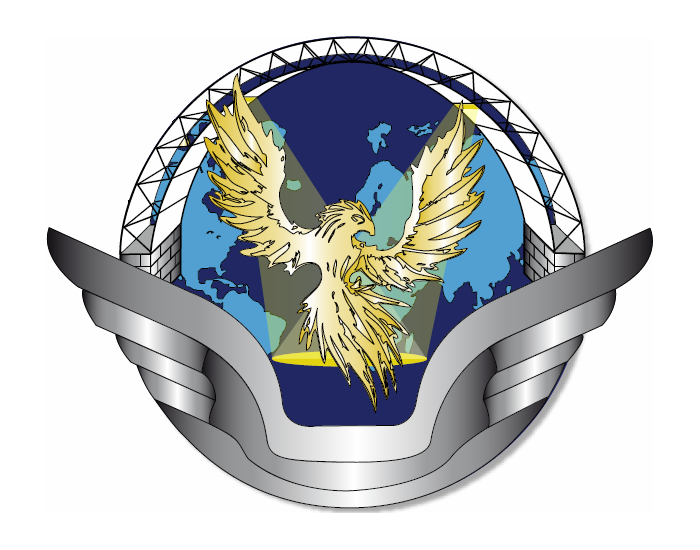
Insigne de l'EIO 11.513
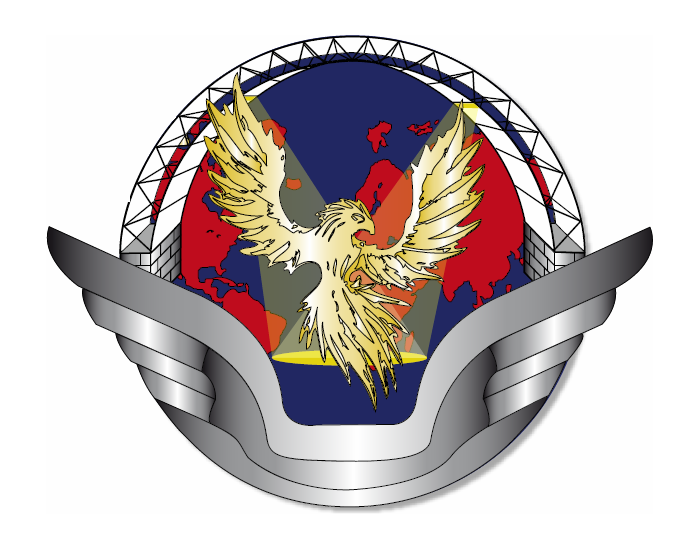
Insigne de l'EIO 13.513
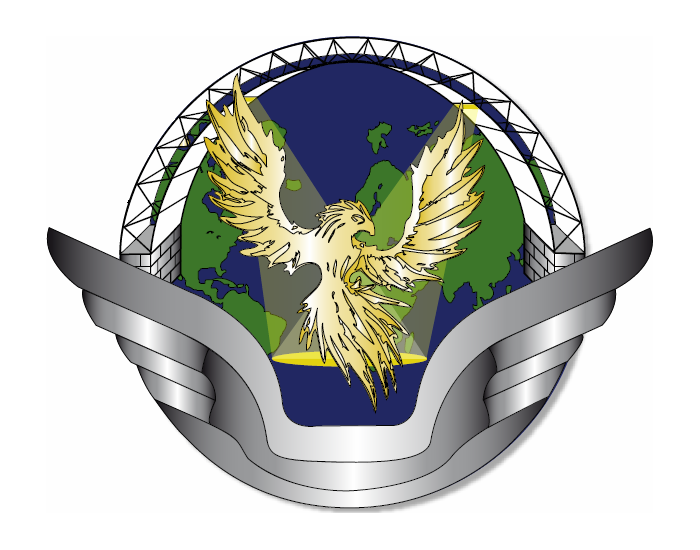
Insigne de l'EIO 15.513
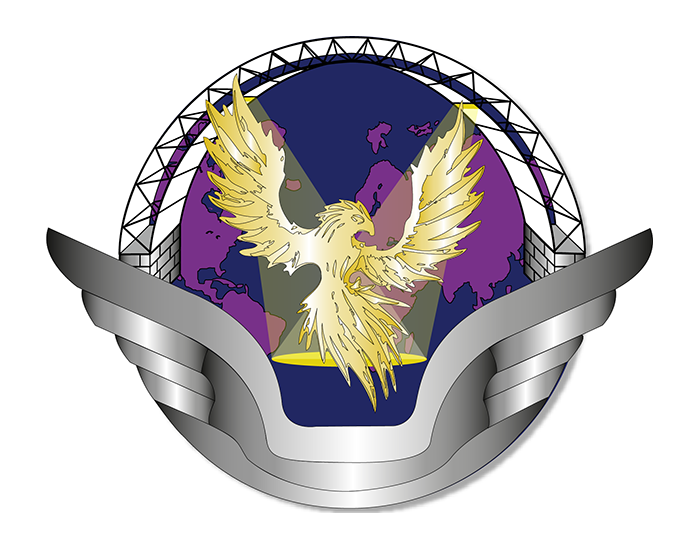
Insigne de l'EID 17.513

## Bases
- Base aérienne 106 Bordeaux-Mérignac